# The True Story of Bananagun
The True Story of Bananagun — дебютный студийный альбом австралийской инди-рок группы Bananagun, изданный 26 июня 2020 года на студиях AntiFade и Full Time Hobby.

## Отзывы
| Совокупная оценка    | Совокупная оценка |
| Источник             | Оценка            |
| -------------------- | ----------------- |
| AnyDecentMusic?      | 7.6/10            |
| Metacritic           | 83/100            |
| Оценки критиков      |                   |
| Источник             | Оценка            |
| AllMusic             | [ 1 ]             |
| Beats Per Minute     | 81%               |
| Clash                | 8/10              |
| Exclaim!             | 8/10              |
| The Line of Best Fit | 7/10              |
| Loud and Quiet       | 9/10              |
| Mojo                 | [ 10 ]            |
| NME                  | [ 11 ]            |
| Uncut                | 9/10              |

Альбом получил положительные отзывы музыкальной критики и интернет-изданий. The True Story of Bananagun получил оценку 83 из 100 на агрегаторе рецензий Metacritic, основанную на 9 отзывах критиков, что свидетельствует о «всеобщем одобрении».
Агрегатор Album of the Year присвоил альбому 81 балл из 100 на основе консенсуса критиков из 10 рецензий.
Тимоти Монгер из AllMusic сказал в рецензии, что это «Еще один яркий оттенок процветающей психоделической сцены Мельбурна — Bananagun, бойкий комбо из пяти человек, чьи аранжировки сплетаются со звуками винтажной тропикалии, афробита, гаражного рока и солнечного попа». И отметил в итоге: «они сделали чрезвычайно веселую пластинку, за которой стоит много мастерства».

## Список композиций
| №   | Название                         | Длительность |
| --- | -------------------------------- | ------------ |
| 1.  | «Bang Go The Bongos»             | 3:25         |
| 2.  | «The Master»                     | 4:21         |
| 3.  | «People Talk Too Much»           | 6:42         |
| 4.  | «Freak Machine»                  | 3:40         |
| 5.  | «Bird Up!»                       | 1:30         |
| 6.  | «Out of Reach»                   | 5:17         |
| 7.  | «She Now»                        | 3:23         |
| 8.  | «Perfect Stranger»               | 3:02         |
| 9.  | «Mushroom Bomb»                  | 3:44         |
| 10. | «Modern Day Problems»            | 2:54         |
| 11. | «Taking the Present for Granted» | 2:35         |

## Чарты
| Чарт (2020)      | Высшая позиция |
| ---------------- | -------------- |
| Австралия (ARIA) | 40             |